# Немки (Новосибирская область)
Немки— посёлок в Здвинском районе Новосибирской области. Входит в состав Новороссийского сельсовета.

## География
Площадь посёлка — 60 гектаров.

## История
Основан в 1911 году. В 1926 году состоял из 32 хозяйств, основное население — украинцы. Центр Немковского сельсовета Баклушевского района Барабинского округа Сибирского края.

## Население
| 1926 | 2002 | 2007 | 2010 |
| ---- | ---- | ---- | ---- |
| 206  | ↘75  | ↘62  | ↘58  |

## Инфраструктура
В посёлке по данным на 2007 год функционирует 1 учреждение здравоохранения.